# Germán Leguía
Germán Leguía Drago (Lima, 2 de enero de 1954) es un exfutbolista peruano. Jugaba en la posición de mediocampista. Está considerado dentro de los grandes jugadores del fútbol peruano y del Universitario de Deportes.

## Biografía
Germán Leguía estudió primero en el Colegio Nacional Nuestra Señora de Guadalupe y luego en el Colegio Nacional Mariano Melgar. 
Luego de su exitosa trayectoria deportiva se dedica a labores empresariales en el área de las telecomunicaciones. En el 2006 y parte del 2007 lideró la oposición frente al presidente crema Alfredo Gonzales, acusado de malos manejos. Su aporte fue fundamental para que se respiren nuevos aires en Universitario de Deportes. En 2008 se desempeña como Gerente Deportivo del club.
Casado, tiene dos hijos: Juan Carlos y Gabriela. Es primo hermano de "Titin" Roberto Drago y de "el Diablo" Jaime Drago; su sobrina es la actriz Emilia Drago Espinosa.

## Trayectoria
Acabados los estudios secundarios, su tío Tito Drago lo lleva al Lawn Tennis para jugar en la Segunda División del fútbol peruano.
En 1976, se incorpora al Deportivo Municipal, llevado por el dirigente Salomón Jabiles.
Por gestiones de Miguel Pellny, fue contratado en 1978 por Universitario, equipo del cual se confiesa hincha. Formando un equipo entre gente de provincia y muchachos, alcanzaron al subcampeonato en ese año detrás de Alianza Lima al que le ganaron al año siguiente por 6-3 en la Copa Libertadores.
En la gira de preparación de la selección peruana, previa a España 1982, el entonces entrenador brasileño Elba de Paula Tim denominó "puntero mentiroso" a la función que desempeñaban los volantes Leguía y Malásquez ante la ausencia de delantero. 
En 1983 viajó a España para jugar en el Elche por tres años, logrando el ascenso a Primera División en la temporada 1983-1984. Luego juega en el Colonia de Alemania y posteriormente en el fútbol de Bélgica y Portugal. Después llega al Macará de Ambato y luego al Aucas, en Ecuador. Regresa a la "U" en 1989 y en 1991 es contratado por Sport Boys.
Su retiro del fútbol profesional se produjo en un partido amistoso frente a Independiente que se disputó por la inauguración de los palcos suites del estadio del Emelec de Guayaquil. Se formó un combinado "U" – Boys que jugó con camiseta de la "U". Leguía marcó el tercer gol, ganando 3-2 en un partido en el que Anchisi jugó extraordinariamente bien y Jesús Torrealva le hizo los otros dos goles al arquero Luis Islas. 
Aprovechando este resultado habló con el presidente del Sport Boys de aquel entonces, Don Beto Levy y le dijo que no podía seguir jugando, marcando este partido como el de su Despedida. 
Luego jugó algunos partidos en Segunda División por el Lawn Tennis, a manera de agradecimiento a Don Miguel Pellny quien lo formara en el Lawn Tennis y luego lo llevara a Universitario de Deportes.
Posteriormente se dedicó a la práctica del fútbol net y fútbol playa junto a sus primos, los hermanos Drago.

## Selección nacional
Germán Leguía fue llamado por primera vez a un seleccionado en 1975. Era un representativo amateur que se preparaba para los Juegos Panamericanos de México, al que finalmente no asistió por disposición de las autoridades de entonces. 
Tres años después integró la selección peruana en el mundial de Argentina 78. No fue considerado en las eliminatorias que se jugaron en 1977. Algo similar sucedió en 1982, en la que fue llamado para la Copa del Mundo de España, pero no jugó en la ronda clasificatoria. 
Ha sido internacional con la Selección de fútbol del Perú en 31 ocasiones y marcó 3 goles. Participó en la Copa Mundial de Fútbol de 1978 y en la Copa Mundial de Fútbol de 1982, además de la Copa América de 1979 y 1983.

### Participaciones en Copas del Mundo
| Mundial                        | Sede      | Resultado        |
| ------------------------------ | --------- | ---------------- |
| Copa Mundial de Fútbol de 1978 | Argentina | Cuartos de final |
| Copa Mundial de Fútbol de 1982 | España    | Primera fase     |

### Resumen estadístico
| Selección Nacional | Año  | Partidos | Goles |
| ------------------ | ---- | -------- | ----- |
| Selección Peruana  | 1978 | 3        | 0     |
| Selección Peruana  | 1979 | 9        | 2     |
| Selección Peruana  | 1981 | 1        | 0     |
| Selección Peruana  | 1982 | 7        | 0     |
| Selección Peruana  | 1983 | 8        | 1     |

## Anécdotas
Al ser contratado por el Elche en 1983, 'Cocoliche' llevó sus chimpunes viejos en una bolsa. Al ingresar al camarín se le acercó el utilero y le enseñó como 10 marcas de chimpunes y le dijo cuál era el que le gustaba y el que se amoldaba mejor a sus pies. Germán escogió los Adidas, inmediatamente se le acercó un directivo y le hizo firmar un contrato con esta firma, la cual le pagaba por usar los botines en la Liga Española.
En el programa cómico El Especial del Humor, es imitado por el actor cómico Carlos Vílchez en un programa ficticio llamado "La Jugada Polémica", donde es comentarista deportivo de las jugadas más polémicas del fútbol actual, escenificando la jugada y sus clásicas discrepancias con Carlitos Navarro y la Pepa Baldessari.
Leguía será candidato al Congreso con Alianza para el Progreso en las elecciones generales de Perú de 2021.

## Clubes
| Club                | País     | Año       |
| ------------------- | -------- | --------- |
| Lawn Tennis         | Perú     | 1973-1975 |
| Deportivo Municipal | Perú     | 1976-1977 |
| RCD Espanyol        | España   | 1978      |
| Universitario       | Perú     | 1978-1983 |
| Elche               | España   | 1983-1985 |
| 1. FC Köln          | Alemania | 1985      |
| KSK Beveren         | Bélgica  | 1986      |
| Farense             | Portugal | 1987      |
| Macará              | Ecuador  | 1988      |
| Aucas               | Ecuador  | 1989      |
| Universitario       | Perú     | 1989-1990 |
| Sport Boys          | Perú     | 1991      |

## Palmarés

### Campeonatos nacionales
| Título                 | Club                      | País | Año  |
| ---------------------- | ------------------------- | ---- | ---- |
| Liga Peruana de Fútbol | Universitario de Deportes | Perú | 1982 |
| Liga Peruana de Fútbol | Universitario de Deportes | Perú | 1990 |